# Amomum
Amomum is een geslacht van planten uit de gemberfamilie (Zingiberaceae) afkomstig uit China, India, Zuidoost Azië, Nieuw Guinea, en Queensland. Verschillende soorten kardemom behoren tot het geslacht Amomum. Planten uit het geslacht staan bekend om hun aromatische eigenschappen en scherpte van smaak.
Bij schrijvers uit de oudheid werd de naam amomum gebruikt voor verschillende geurige planten(families) die niet eenduidig te herleiden zijn tot een goed hedendaags determineerbare soort. De geslachtsnaam komt uit het Latijn als de gelatiniseerde vorm van het Oudgriekse ἄμωμον (amōmon), een Indische specerij. De diplomaat Edmund Roberts beschreef tijdens zijn reis in 1834 naar China dat amomum werd gebruikt om zoete gerechten te kruiden.

## Soorten
- Amomum alborubellum K.Schum. & Lauterb.
- Amomum ampliflorum Y.H.Tan & H.B.Ding
- Amomum andamanicum V.P.Thomas, Dan & M.Sabu
- Amomum apiculatum K.Schum.
- Amomum aquaticum Raeusch.
- Amomum argyrophyllum Ridl.
- Amomum arunachalense Hareesh & M.Sabu
- Amomum bicornutum Ridl.
- Amomum bilabiatum S.Sakai & Nagam.
- Amomum billburttii Škorničk. & Hlavatá
- Amomum biphyllum (Saensouk & P.Saensouk) Škorničk. & Hlavatá
- Amomum calcicola Lamxay & M.F.Newman
- Amomum carnosum V.P.Thomas & M.Sabu
- Amomum centrocephalum A.D.Poulsen
- Amomum cephalotes Ridl.
- Amomum chaunocephalum K.Schum.
- Amomum chayanianum (Yupparach) Škorničk. & Hlavatá
- Amomum chevalieri Gagnep. ex Lamxay
- Amomum chong-eui (C.K.Lim) Škorničk. & Hlavatá
- Amomum chryseum Lamxay & M.F.Newman
- Amomum cinnamomeum Škorničk., Luu & H.Ð.Trần
- Amomum corrugatum Škorničk., H.Ð.Trần & Luu
- Amomum curtisii (Baker) Škorničk. & Hlavatá
- Amomum dampuianum V.P.Thomas, M.Sabu & Lalramngh.
- Amomum deuteramomum K.Schum.
- Amomum diphyllum (K.Schum.) Škorničk. & Hlavatá
- Amomum dolichanthum D.Fang
- Amomum echinatum Willd.
- Amomum elan (C.K.Lim) Škorničk. & Hlavatá
- Amomum erythranthum Y.H.Tan & H.B.Ding
- Amomum exertum (Scort.) Škorničk. & Hlavatá
- Amomum fangdingii X.E.Ye, Škorničk. & N.H.Xia
- Amomum flavorubellum K.Schum. & Lauterb.
- Amomum foetidum Boonma & Saensouk
- Amomum fragile S.Q.Tong
- Amomum fragrans Škorničk. & Hlavatá
- Amomum glabrum S.Q.Tong
- Amomum globba J.F.Gmel.
- Amomum gymnopodum K.Schum.
- Amomum hainanense Y.S.Ye, J.P.Liao & P.Zou
- Amomum hochreutineri Valeton
- Amomum hypoleucum Thwaites
- Amomum johorense (C.K.Lim) Škorničk. & Hlavatá
- Amomum kerbyi (R.M.Sm.) Škorničk. & Hlavatá
- Amomum kingii Baker
- Amomum kwangsiense D.Fang & X.X.Chen
- Amomum lacteum Ridl.
- Amomum lagarophyllum Škorničk. & Hlavatá
- Amomum laoticum Gagnep.
- Amomum latiflorum (Ridl.) Škorničk. & Hlavatá
- Amomum limianum (Picheans. & Yupparach) Škorničk. & Hlavatá
- Amomum longipes Valeton
- Amomum longipetiolatum Merr.
- Amomum lutescens Luu & Škorničk.
- Amomum luzonense Elmer
- Amomum macrodons Scort.
- Amomum maximum Roxb.
- Amomum meghalayense V.P.Thomas, M.Sabu & Sanoj
- Amomum menglaense S.Q.Tong
- Amomum mengtzense H.T.Tsai & P.S.Chen
- Amomum miriflorum Škorničk. & Q.B.Nguyen
- Amomum mizanianum (C.K.Lim) Škorničk. & Hlavatá
- Amomum monophyllum Gagnep.
- Amomum nagamiense V.P.Thomas & M.Sabu
- Amomum nemorale (Thwaites) Trimen
- Amomum nimkeyense M.Sabu, Hareesh, Tatum & A.K.Das
- Amomum odontocarpum D.Fang
- Amomum odoratum Škorničk. & Aver.
- Amomum pellitum Ridl.
- Amomum petaloideum (S.Q.Tong) T.L.Wu
- Amomum plicatum Lamxay & M.F.Newman
- Amomum poonsakianum (Picheans. & Yupparach) Škorničk. & Hlavatá
- Amomum pratisthana J.Sarma, S.Dey, C.K.Salunkhe & Barbhuiya
- Amomum prionocarpum Lamxay & M.F.Newman
- Amomum procurrens Gagnep.
- Amomum puberulum (Ridl.) Škorničk. & Hlavatá
- Amomum purpureorubrum S.Q.Tong & Y.M.Xia
- Amomum putrescens D.Fang
- Amomum queenslandicum R.M.Sm.
- Amomum ranongense (Picheans. & Yupparach) Škorničk. & Hlavatá
- Amomum raoi V.P.Thomas & M.Sabu
- Amomum repoeense Pierre ex Gagnep.
- Amomum riwatchii M.Sabu & Hareesh
- Amomum robertsonii Craib
- Amomum rugosum (Y.K.Kam) Škorničk. & Hlavatá
- Amomum sabuanum V.P.Thomas, Nissar & U.Gupta
- Amomum schistocalyx Y.H.Tan & H.B.Ding
- Amomum schlechteri K.Schum.
- Amomum sericeum Roxb.
- Amomum siamense Craib
- Amomum slahmong (C.K.Lim) Škorničk. & Hlavatá
- Amomum smithiae (Y.K.Kam) Škorničk. & Hlavatá
- Amomum spathilabium Kaewsri
- Amomum stenocarpum Valeton
- Amomum stenosiphon K.Schum.
- Amomum subcapitatum Y.M.Xia
- Amomum subulatum Roxb.
- Amomum sumatranum (Valeton) Škorničk. & Hlavatá
- Amomum tephrodelphys K.Schum.
- Amomum terminale Ridl.
- Amomum tibeticum (T.L.Wu & S.J.Chen) X.E.Ye, L.Bai & N.H.Xia
- Amomum trianthemum K.Schum.
- Amomum trichanthera Warb.
- Amomum trilobum Gagnep.
- Amomum unifolium Gagnep.
- Amomum velutinum X.E.Ye, Škorničk. & N.H.Xia
- Amomum wandokthong (Picheans. & Yupparach) Škorničk. & Hlavatá
- Amomum warburgianum K.Schum. & Lauterb.
- Amomum warburgii (K.Schum.) K.Schum.
- Amomum xizangense L.Fu, Jian-P.Huang & Y.S.Ye
- Amomum yingjiangense S.Q.Tong & Y.M.Xia